# Albert Rockwell
Albert Fenimore Rockwell (Woodhull, 8 aprile 1862 – New Britain, 16 febbraio 1925) è stato un inventore, filantropo e imprenditore statunitense.
Fondò diverse società, tra cui la New Departure Manufacturing Company (originariamente chiamata "New Departure Bell Company"), che è stata la più grande produttrice di cuscinetti a sfera nel mondo tra gli anni '20 e gli anni '30, con una filiale in Germania e reparti di vendita e pubblicità a Bristol, New York, Berlino, Londra e Copenaghen. Durante la sua attività di direzione di tali società, produsse inoltre più di 60 brevetti, tra cui i brevetti utilizzati dalla stessa New Departure Manufacturing Company per la produzione di cuscinetti a sfera e inventò un particolare freno per le bici che fu riscoperto negli anni '70 dando l'impulso alla produzione delle mountain bike. Per la stessa società produsse inoltre il Rockwell Taxicab (progettato dalla Bristol Engineering Company e costruito dalla New Departure Manufacturing Company), poi ridenominato " Yellow Cab", che fu tra i primi taxi di colore giallo al mondo e che diede il nome alla società Yellow Taxicab Company. Mentre si trovava alla direzione della Bristol Engineering Company, produsse inoltre diverse automobili, un esemplare delle quali (chiamato "1900 Rockwell Hansom Cab") è stato venduto nel 2019 dalla casa d'aste Sotheby's per 132,000 dollari. Questo fu il primo taxi motorizzato a New York City.
Contribuì alla costruzione del Rockwell Park (assieme a sua moglie), del Memorial Boulevard Park e del Memorial Boulevard School nella città di Bristol, nel Connecticut.
Fu il padre di Hugh M. Rockwell (1890-1957), a cui si deve, assieme a Stanley P. Rockwell (1886-1940, apparentemente non imparentato con Hugh nonostante avessero lo stesso cognome), l'ideazione del metodo per la prova di durezza Rockwell.

## Biografia
Nato a Woodhull, New York, figlio del contadino e mercante Leander Rockwell e di Fidelia Locke Rockwell. La famiglia era di origini normanne. Il ramo americano di tale famiglia (a cui apparteneva anche il pittore e illustratore Norman Rockwell (1894–1978)) fu fondato da John Rockwell (1588–1662), emigrato nel 1640 da Dorchester, in Inghilterra, a Stamford, nel Connecticut.
Dopo avere trascorso i suoi primi anni di vita in un ambiente tipicamente rurale e terminati gli studi a tredici anni nella scuola pubblica a Morris, Illinois (doveva aveva rivelato la sua passione per la meccanica), lavorò inizialmente in diversi luoghi e settori commerciali: prima a Chicago, poi in Florida, dove svolse lavori manuali come "sgombrare terreni, spaccare rotaie e scavare ceppi", oltre ad attività di falegname, quindi dai diciassette ai vent'anni gestì un negozio di campagna, per poi lavorare per alcuni anni a Jacksonville, in Florida, dove gestiva assieme a suo fratello Edward D. Rockwell un negozio per la vendita al dettaglio di ferramenta, che furono costretti a chiudere a causa delle gelate e della febbre gialla.
Si trasferì a Bristol, in Connecticut nel 1888, dove assieme a suo fratello Edward fondò, un anno dopo, la New Departure Bell Company (costituita nel 1890 e ridenominata "New Departure Manufacturing Company" nel 1901), progettando e fabbricando campanelli per porte e altri tipi di campane, freni per biciclette, cuscinetti a sfera e automobili. In particolare tra il 1908 e il 1911 furono costruiti i modelli di automobili Houpt-Rockwell Touring Car, Houpt-Rockwell Raceabout e Rockwell Public Service Cab, utilizzati dalla compagnia di trasporto pubblico Connecticut Cab Company (di cui lo stesso Rockwell fu direttore assieme ad altri), poi divenuta Yellow Taxicab Company e operante in grandi città come New York e Washington. La Houpt-Rockwell produsse il primo taxi giallo al mondo, il cui colore si dice sia stato suggerito dalla moglie di DeWitt Page, fratellastro di Rockwell che assieme a lui lavorò alla produzione di automobili.
Rockwell rappresentò Bristol alla Camera dei rappresentanti del Connecticut per due mandati, nel 1907 e nel 1909.
Nel 1910 acquistò dei terreni presso Dunbar Meadows al fine di costruirvi degli alloggi per i dipendenti della compagnia, che però rimasero inutilizzati. Rockwell fornì quindi tali terreni alla città di Bristol offrendosi gratuitamente come supervisore del progetto, che prevedeva la costruzione di strutture educative e strade, portando all'apertura della Memorial Boulevard School nel 1923, dove lo stesso Rockwell fece un discorso di apertura e fu insignito di diploma onorario. Negli stessi terreni sorge il Memorial Boulevard Park.
Ebbe il ruolo di General Manager nella New Departure Manufacturing Company fino al 1913, quando venne dimesso dall'incarico (essendo rimpiazzato da DeWitt Page, suo fratellastro) a causa di dispute con gli altri membri della direzione, che non concordavano con Rockwell nel caricare la compagnia di costi e rischi finanziari al fine di entrare nel settore automobilistico. Una volta fuori dalla New Departure Manufacturing Company, Rockwell sporse contro la compagnia una causa multimilionaria (2 milioni di dollari, una cifra astronomica per quei tempi) contro lo sfruttamento di suoi brevetti su cuscinetti a sfere. Nel 1916 la New Departure Manufacturing Company fu ceduta alla United Motors, che a sua volta fu ceduta alla General Motors.

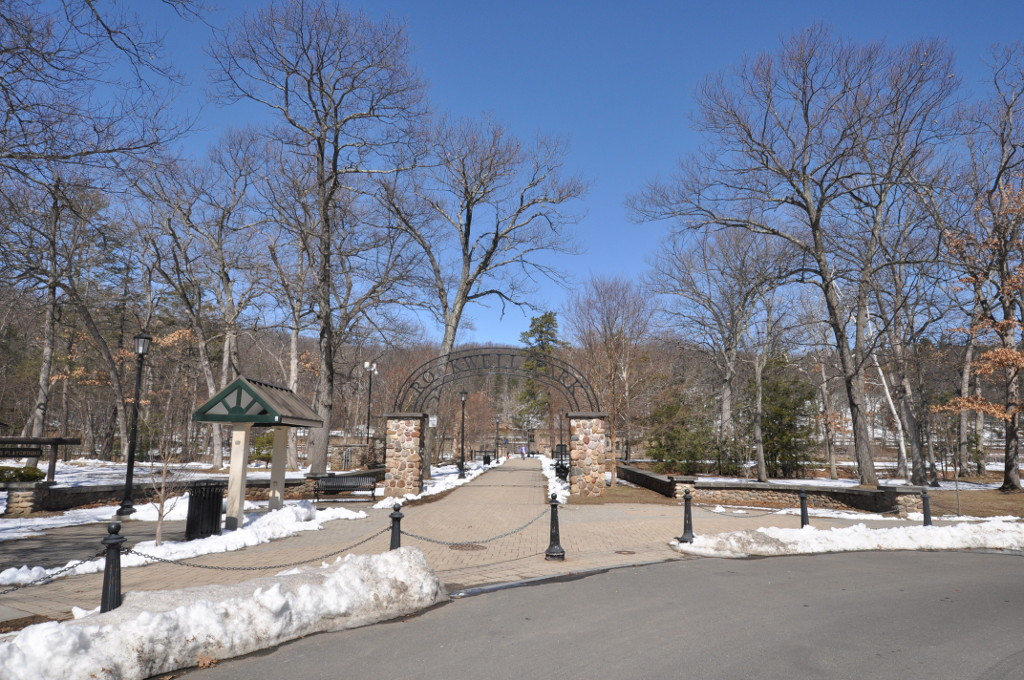
Entrata del Rockwell Park.

Nel 1914 donò alla città di Bristol un appezzamento terriero per la costruzione di quello che venne chiamato il Rockwell Park, dove il 20 luglio 1928 si svolse il "Rockwell Day" in suo onore.
Nel 1924 Albert Rockwell vinse la causa contro lo sfruttamento dei suoi brevetti, stipulando un compromesso di 950.000 dollari, somma che però non riuscì a godere in quanto morì poco dopo per una grave infezione alla gamba.
Ancora in vita, fu citato in un volume del "Men of mark in Connecticut; ideals of American life told in biographies and autobiographies of eminent living Americans", dove sta scritto:
(William R. Goodspeed, Men of mark in Connecticut; ideals of American life told in biographies and autobiographies of eminent living Americans)
Nel 1926 i cittadini di Bristol fecero costruire un memoriale nel Memorial Boulevard Park in suo ricordo.

## Attività

### Ruoli aziendali
- New Departure Bell Company (poi New Departure Manufacturing Company) - co-fondatore (1888) e presidente (fino al 1913)
- Marlin-Rockwell Corporation - formata da Rockwell dopo aver lasciato New Departure Manufacturing Company; successivamente fusa con la Gurney Ball Bearing Company (1924)
- Rockwell-Drake Corporation - fondatore (riorganizzata successivamente nella Standard Steel Bearing, Inc., Divisione della Marlin Rockwell Corporation)
- Connecticut Cab Company - membro della direzione,[3] assieme a Ernest R. Burwell, Charles T. Treadway, Ira Newcomb e T.H. Holdsworth[4]
- Yellow Taxicab Company - incorporata da Rockell (1912)[3]
- Membro del direttivo della Bristol Brass (a partire dal 1913), The American Silver Company e Marlin Arms Corporation (a partire dal 1916, poi da lui riorganizzata nella Marlin-Rockwell Corporation).[11][12]

### Brevetti
- Albert F. Rockwell, Charles F. Schmelz,  Cushioning device., US1036340A, 1906.
- Albert F. Rockwell,  Carbonizing apparatus., US975077A, 1910.
- Albert F. Rockwell,  Steering device., US962257A, 1906.
- Albert F. Rockwell,  Process of forging., US1082910A, 1911.
- Albert F. Rockwell,  Variable-speed coasting and braking hub., US942520A, 1904.
- Albert F. Rockwell,  Hopper., US1173308A, 1911.
- Albert F. Rockwell,  Means and method for centrifugal casting., US1528303A, 1920.
- Albert F. Rockwell,  Comparator-gage., US1274331A, 1913.
- Albert F. Rockwell,   Process of sizing and shaping., US926898A, 1909.
- Albert F. Rockwell,  Pneumatic spring., US962246A, 1905.
- Albert F. Rockwell,  Equalizing device., US962252A, 1906.
- Albert F. Rockwell,  Expansive-fluid motor., US729210A, 1902.
- Albert F. Rockwell,  Centrifugal casting machine., US1403347A, 1919.
- Albert F. Rockwell,  Vehicle-body support., US962256A, 1906.
- Albert F. Rockwell,  Metal-rolling device., US1558633A, 1919.
- Albert F. Rockwell,  Piston-rod connection., US860767A, 1906.
- Albert F. Rockwell,  Grinding-machine., US1176099A, 1910.
- Albert F. Rockwell,  Variable-speed mechanism., US942220A, 1906.
- Albert F. Rockwell,  Motor., US962254A, 1910.
- Albert F. Rockwell,  Antifriction-bearing., US1102547A, 1914.

### Attività politica
Rappresentante della città di Bristol alla Camera dei rappresentanti del Connecticut (nel 1907 e nel 1909)